# NGC 5144A
NGC 5144A (другие обозначения — UGC 8420, IRAS13214+7046, MCG 12-13-5, ZWG 336.8, MK 256, 7ZW 511, KUG 1321+707, PGC 46742) — неправильная галактика в созвездии Малой Медведицы.
Этот объект входит в число перечисленных в оригинальной редакции «Нового общего каталога».
Галактика является маркаряновской, внесена в каталог галактик Маркаряна под номером 256. Также она классифицируется как клочковатая неправильная галактика; для таких галактик характерно наличие гигантских областей звездообразования. В NGC 5144 обнаружено как минимум 5 гигантских областей ионизованного водорода.